# Alandroal (vila)
Alandroal é uma vila histórica portuguesa situada na atual freguesia de Alandroal, São Brás dos Matos e Juromenha, sendo a sede do homónimo Município de Alandroal, do Distrito de Évora, região do Alentejo e sub-região do Alentejo Central.
Erguendo-se a 341 m de altitude, Alandroal foi elevada à categoria de vila em 1486 por Carta de Foral concedida pelo rei D. João II.
Além da vila de Alandroal, pertencem ao Município de Alandroal outras duas vilas, Terena e Juromenha.

## Orago
A Paróquia de Alandroal tem por orago Nossa Senhora da Conceição.

## Ilustres
- Diogo Lopes de Sequeira (1465-1530), Governador da Índia (1518-1522)
- Mouro Galvo, arquitecto do Castelo do Alandroal (Século XIII)[3]

## Património
- Castelo do Alandroal
- Capela de Santo António
- Ermida de São Bento
- Fonte das Bicas
- Igreja da Santa Casa da Misericórdia do Alandroal

## Geminações
- Santa Cruz, Ilha de Santiago, Cabo Verde [4]
- Regla, La Habana, Cuba[4]
- Jerumenha, Piauí, Brasil[4]
- Curitiba, Paraná, Brasil[4]